# Campionati del mondo di ciclismo su pista juniors 2016
I Campionati del mondo di ciclismo su pista juniors 2016, quarantaduesima edizione della rassegna, vennero disputati ad Aigle, in Svizzera, tra il 20 e il 24 luglio 2016.
Riservati ai ciclisti della categoria Juniores (17 e 18 anni di età), videro la partecipazione di 40 Federazioni nazionali. Si svolsero diciannove gare, dieci maschili e nove femminili, oltre a una prima edizione dell'americana femminile come prova dimostrativa non valida per l'assegnazione di medaglie.

## Medagliere
| Pos.   | Paese         | Oro | Argento | Bronzo | Totale |
| ------ | ------------- | --- | ------- | ------ | ------ |
| 1      | Nuova Zelanda | 4   | 4       | 1      | 9      |
| 2      | Italia        | 3   | 2       | 1      | 6      |
| 3      | Germania      | 2   | 0       | 2      | 4      |
| 4      | Russia        | 2   | 0       | 0      | 2      |
| 4      | Svizzera      | 2   | 0       | 0      | 2      |
| 6      | Australia     | 1   | 3       | 2      | 6      |
| 7      | Gran Bretagna | 1   | 2       | 1      | 4      |
| 8      | Rep. Ceca     | 1   | 2       | 0      | 3      |
| 9      | Canada        | 1   | 1       | 2      | 4      |
| 10     | Polonia       | 1   | 0       | 1      | 2      |
| 11     | Mongolia      | 1   | 0       | 0      | 1      |
| 12     | Cina          | 0   | 2       | 2      | 4      |
| 13     | Danimarca     | 0   | 2       | 1      | 3      |
| 14     | Argentina     | 0   | 1       | 0      | 1      |
| 15     | Corea del Sud | 0   | 0       | 2      | 2      |
| 16     | Francia       | 0   | 0       | 1      | 1      |
| 16     | Paesi Bassi   | 0   | 0       | 1      | 1      |
| 16     | Spagna        | 0   | 0       | 1      | 1      |
| 16     | Taipei cinese | 0   | 0       | 1      | 1      |
| Totale | Totale        | 19  | 19      | 19     | 57     |

## Risultati
| Prova                    | Oro                                                                      | Risultato    | Argento                                                                   | Risultato  | Bronzo                                                                   | Risultato  |
| Gare maschili            |                                                                          |              |                                                                           |            |                                                                          |            |
| Chilometro a cronometro  | Stefan Ritter Canada                                                     | 1'01"673     | Bradly Knipe Nuova Zelanda                                                | 1'01"897   | Na Jung-gyu Corea del Sud                                                | 1'02"573   |
| Keirin                   | Conor Rowley Australia                                                   |              | Martin Čechman Rep. Ceca                                                  |            | David Orgambide Spagna                                                   |            |
| Velocità                 | Bradly Knipe Nuova Zelanda                                               |              | Conor Rowley Australia                                                    |            | Stefan Ritter Canada                                                     |            |
| Velocità a squadre       | Russia Michail Dmitriev Pavel Rostov Dmitrij Nesterov                    | 36"732       | Australia Cameron Scott Conor Rowley Harrison Lodge                       | 36"813     | Germania Nik Schröter Felix Zschocke Carl Hinze                          | 36"929     |
| Inseguimento individuale | Stefan Bissegger Svizzera                                                | 3'12"416 WJR | Rasmus Pedersen Danimarca                                                 | 3'18"254   | Bastian Flicke Germania                                                  | 3'16"239   |
| Inseguimento a squadre   | Nuova Zelanda Campbell Stewart Jared Gray Thomas Sexton Connor Brown     | 4'01"409 WJR | Danimarca Rasmus Pedersen Mathias Larsen Julius Johansen Kristian Eriksen | 4'04"877   | Gran Bretagna Matthew Walls Reece Wood Ethan Hayter Rhys Britton         | 4'04"661   |
| Corsa a punti            | Szymon Krawczyk Polonia                                                  | 53 pt        | Matthew Walls Gran Bretagna                                               | 44 pt      | Li Wen Chao Taipei cinese                                                | 44 pt      |
| Americana                | Svizzera Marc Hirschi Reto Müller                                        | 8 pt         | Nuova Zelanda Campbell Stewart Thomas Sexton                              | 17 pt (–1) | Australia Kelland O'Brien Cameron Scott                                  | 14 pt (–1) |
| Scratch                  | Tegshbayar Batsaikhan Mongolia                                           | 11'45"000    | Daniel Babor Rep. Ceca                                                    |            | Moreno Marchetti Italia                                                  |            |
| Omnium                   | Campbell Stewart Nuova Zelanda                                           | 224 pt       | Tomás Contte Argentina                                                    | 218 pt     | Julius Johansen Danimarca                                                | 204 pt     |
| Gare femminili           |                                                                          |              |                                                                           |            |                                                                          |            |
| 500 metri a cronometro   | Pauline Grabosch Germania                                                | 34"023 WJR   | Guo Yufang Cina                                                           | 34"571     | Kim Soohyun Corea del Sud                                                | 34"710     |
| Keirin                   | Sára Kaňkovská Rep. Ceca                                                 |              | Gloria Manzoni Italia                                                     |            | Guo Yufang Cina                                                          |            |
| Velocità                 | Pauline Grabosch Germania                                                |              | Guo Yufang Cina                                                           |            | Hetty van de Wouw Paesi Bassi                                            |            |
| Velocità a squadre       | Nuova Zelanda Emma Cumming Ellesse Andrews                               | 28"006       | Italia Gloria Manzoni Martina Fidanza                                     | 28"357     | Cina Guo Yufang Shen Chaoyue                                             | 28"312     |
| Inseguimento individuale | Marija Novolodskaja Russia                                               | 2'23"745     | Jade Haines Australia                                                     | 2'25"859   | Ellesse Andrews Nuova Zelanda                                            | 2'22"695   |
| Inseguimento a squadre   | Italia Elisa Balsamo Martina Stefani Chiara Consonni Letizia Paternoster | 4'31"157     | Nuova Zelanda Michaela Drummond Emily Shearman Kate Smith Nicole Shields  | 4'38"732   | Francia Pauline Clouard Typhaine Laurance Clara Copponi Valentine Fortin | -          |
| Corsa a punti            | Letizia Paternoster Italia                                               | 35 pt        | Jessica Roberts Gran Bretagna                                             | 32 pt      | Wiktoria Pikulik Polonia                                                 | 30 pt      |
| Americana                | Australia Jade Haines Ruby Roseman-Gannon                                | 21 pt        | Gran Bretagna Lauren Dolan Jenny Holl                                     | 13 pt      | Australia Nicola MacDonald Kristina Clonan                               | 10 pt      |
| Scratch                  | Rebecca Raybould Gran Bretagna                                           | 10'38"100    | Devaney Collier Canada                                                    |            | Kristina Clonan Australia                                                |            |
| Omnium                   | Elisa Balsamo Italia                                                     | 209 pt       | Michaela Drummond Nuova Zelanda                                           | 196 pt     | Maggie Coles-Lyster Canada                                               | 192 pt     |